# Resolució 967 del Consell de Seguretat de les Nacions Unides
La Resolució 967 del Consell de Seguretat de les Nacions Unides fou adoptada per unanimitat el 14 de desembre de 1994. Després de recordar totes les resolucions sobre la situació a l'antiga Iugoslàvia, sobretot la resolució 757 (1992) i rebre les cartes del President del Comitè del Consell de Seguretat establert en la Resolució 727 (1992) i l'UNICEF que assenyalava el ressorgiment de la diftèria i que les úniques existències disponibles d'antisèrum per combatre-la es trobaven a Sèrbia i Montenegro, el Consell, en virtud del Capítol VII de la Carta de Nacions Unides ha autoritzat l'exportació de 12.000 vials de sèrum antidiftèria del país per un període de 30 dies.
L'exportació requereix l'exempció de sancions internacionals imposades la República Federal de Iugoslàvia, i el Consell van decidir que qualsevol pagament dels enviaments autoritzats s'ha de fer només en comptes congelades.